# Barry Leibowitz
Pour les articles homonymes, voir Leibowitz.
Barry Leibowitz (hébreu : בארי לייבוביץ'), né le 10 septembre 1945, est un joueur américain naturalisé israélien de basket-ball. Il évolue au poste de meneur.

## Palmarès
- Finaliste du championnat d'Europe 1979
- Coupe d'Israël 1979